# Stade Bordelais
Stade Bordelais ist ein Sportverein aus der französischen Stadt Bordeaux im Département Gironde. Die erste Mannschaft der Abteilung Rugby Union fusionierte im März 2006 mit jener von CA Bordeaux-Bègles Gironde zur Mannschaft Union Bordeaux Bègles. Die Juniorenmannschaften sind von dieser Maßnahme nicht betroffen und bleiben weiterhin eigenständig. Die Rugbymannschaft wurde sieben Mal französischer Meister. Die weiteren Abteilungen des Vereins sind Leichtathletik, BMX, Bridge, Fußball, Pétanque und Tennis.

## Rugby

### Geschichte
Der Verein wurde am 18. Juli 1889 gegründet und war einer der ersten außerhalb der Hauptstadt, der dem Verband USFSA beitrat. Bald darauf spielte man auch Rugby und 1895 trug das prominente Vereinsmitglied Pierre de Coubertin entscheidend dazu bei, dass Stade Bordelais im Vorort Le Bouscat ein großes Gelände erwerben konnte, auf dem heute das Stade Sainte-Germaine steht. Nach einer kurz dauernden Fusion mit einem Sportverein der Universität zu Beginn des 20. Jahrhunderts nannte der Verein sich über mehrere Jahrzehnte Stade Bordelais Université Club.
1899 war es Mannschaften aus der Provinz erstmals gestattet, an der französischen Rugbymeisterschaft teilzunehmen und Stade Bordelais etablierte sich sogleich an der Spitze. Mit einer Ausnahme war die Mannschaft bis 1911 in allen Meisterschaftsfinalspielen vertreten und gewann sieben Mal den Meistertitel. Besonders groß war die Rivalität mit Stade Français aus Paris. Nach 1911 riss die Erfolgsserie und Stade Bordelais konnte nie mehr an die Erfolge zu Beginn des 20. Jahrhunderts anknüpfen.
Im März 2006, Stade Bordelais spielte damals in der zweithöchsten Liga Pro D2, erfolgte die Vereinigung der ersten Mannschaft mit jener des Lokalrivalen CA Bordeaux-Bègles Gironde. Ziel war es, nach dem Konkurs des CABBG drei Jahre zuvor eine Mannschaft aufzubauen, die den Sprung in die höchste Liga Top 14 schaffen sollte.

### Erfolge
- Meister: 1899, 1904, 1905, 1906, 1907, 1909, 1911
- Meisterschaftsfinalist: 1900, 1901, 1902, 1908, 1910
- Finalist Coupe de France: 1943, 1944

### Meisterschaftsfinalspiele von Stade Bordelais
| Datum          | Meister               | 2. Finalist          | Ergebnis | Ort                               | Zuschauer |
| -------------- | --------------------- | -------------------- | -------- | --------------------------------- | --------- |
| 30. April 1899 | Stade Bordelais       | Stade Français Paris | 5:3      | Route du Médoc, Le Bouscat        | 3.000     |
| 22. April 1900 | Racing Club de France | Stade Bordelais      | 37:3     | Levallois-Perret                  | 1.500     |
| 31. März 1901  | Stade Français Paris  | Stade Bordelais      | 0:3      | Route du Médoc, Le Bouscat        | -         |
| 23. März 1902  | Racing Club de France | Stade Bordelais      | 6:0      | Parc des Princes, Paris           | 1.000     |
| 27. März 1904  | Stade Bordelais       | Stade Français Paris | 3:0      | La Faisanderie, Saint-Cloud       | 2.000     |
| 16. April 1905 | Stade Bordelais       | Stade Français Paris | 12:3     | Route du Médoc, Le Bouscat        | 6.000     |
| 8. April 1906  | Stade Bordelais       | Stade Français Paris | 9:0      | Parc des Princes, Paris           | 4.000     |
| 24. März 1907  | Stade Bordelais       | Stade Français Paris | 14:3     | Route du Médoc, Le Bouscat        | 12.000    |
| 5. April 1908  | Stade Français Paris  | Stade Bordelais      | 16:3     | Stade Yves-du-Manoir, Colombes    | 10.000    |
| 4. April 1909  | Stade Bordelais       | Stade Toulousain     | 17:0     | Stade des Ponts Jumeaux, Toulouse | 15.000    |
| 17. April 1910 | FC Lyon               | Stade Bordelais      | 13:8     | Parc des Princes, Paris           | 8.000     |
| 8. April 1911  | Stade Bordelais       | SCUF                 | 14:0     | Route du Médoc, Le Bouscat        | 12.000    |

### Bekannte Spieler
- Eugène Billac
- Maurice Boyau
- Bernard Laporte
- Pascal Laporte
- Maurice Leuvielle
- Alphonse Massé
- Vincent Moscato

## Fußball
Bis zur Einführung des Professionalismus (1932) gehörte Stade Bordelais UC auch im Fußball zu den erfolgreicheren Vereinen Frankreichs, wenngleich er zumindest nach dem Ersten Weltkrieg selbst in Bordeaux selten mehr als die „zweite Geige“ (nacheinander hinter VGA du Médoc, SC La Bastidienne, CD Español und Girondins) spielte.
Bei den Landesmeisterschaften der USFSA erreichte Stade als Regionalmeister des Südwestens erstmals 1903 das Viertelfinale. Von 1908 bis 1914 und nochmals 1919 war der Club darin jährlich vertreten, wobei er bis auf 1908 stets in die Runde der besten acht Teams Frankreichs gelangte, 1909 und 1910 sogar bis ins Halbfinale; dort beendete allerdings in beiden Jahren Stade Helvétique Marseille weitergehende Hoffnungen der Bordelais. Mit René Petit brachte Stade zudem einen Nationalspieler hervor, der 1920 zwei Länderspiele bestritt, davor und danach allerdings in Spanien (für Real Madrid und Real Unión Irún) aktiv war.
Von 1917/18 bis 1932/33 fehlte die Mannschaft zudem lediglich in zwei Spielzeiten in den landesweiten Hauptrunden des französischen Pokals. 1920, 1924 und 1925 erreichte SBUC darin sogar jeweils die Runde der besten 16 Teams. Nach dem Zweiten Weltkrieg gelang 1948 der Einzug in die Pokalhauptrunde, in der die Mannschaft gegen den Lokalrivalen Girondins ausschied, und dann erst wieder 2013, als der inzwischen – wie auch 2013/14 – viertklassige Stade Bordelais sogar unter die letzten 32 Teams vorstieß.